# Amiternum

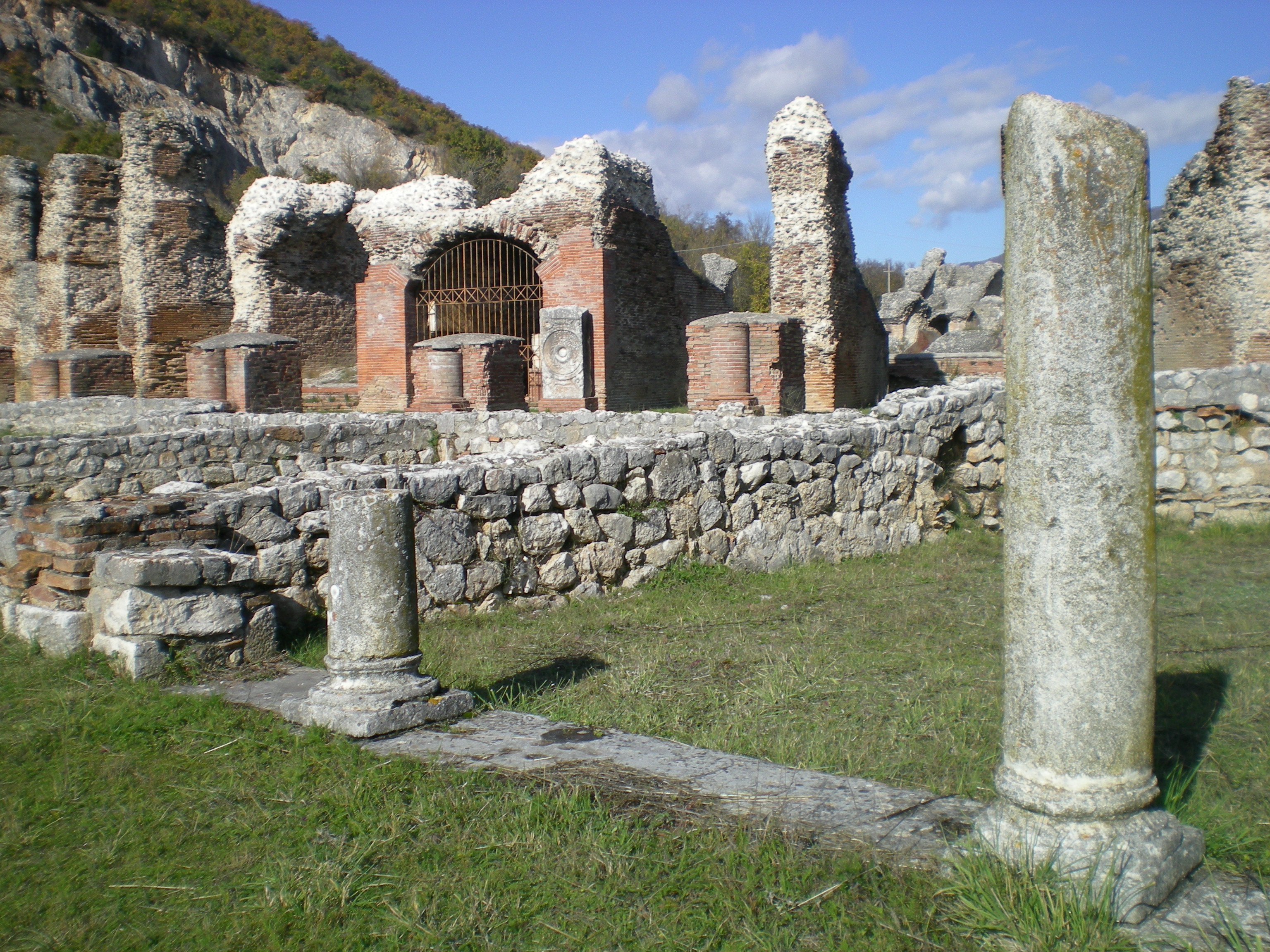
Ruiner i Amiternum.

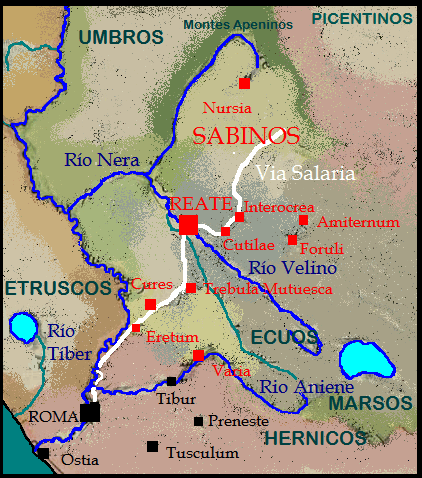
Karta över området Sabina med viktiga sabinska städer, bland dessa Amiternum, utmärkta.

Amiternum var en stad under antiken mitt i regionen Abruzzo. Staden räknas som det italiska folkslaget sabinernas vagga. Staden låg där fyra vägar korsades: två grenar av Via Salaria, Via Caecilia och Via Claudia Nova. Staden stormades av romarna år 293 f.Kr. och var historikern Sallusts födelseplats (86 f.Kr.).
Det finns betydande lämningar kvar av Amiternum.